# Büden
Büden ist ein Ortsteil von Möckern im Landkreis Jerichower Land in Sachsen-Anhalt.

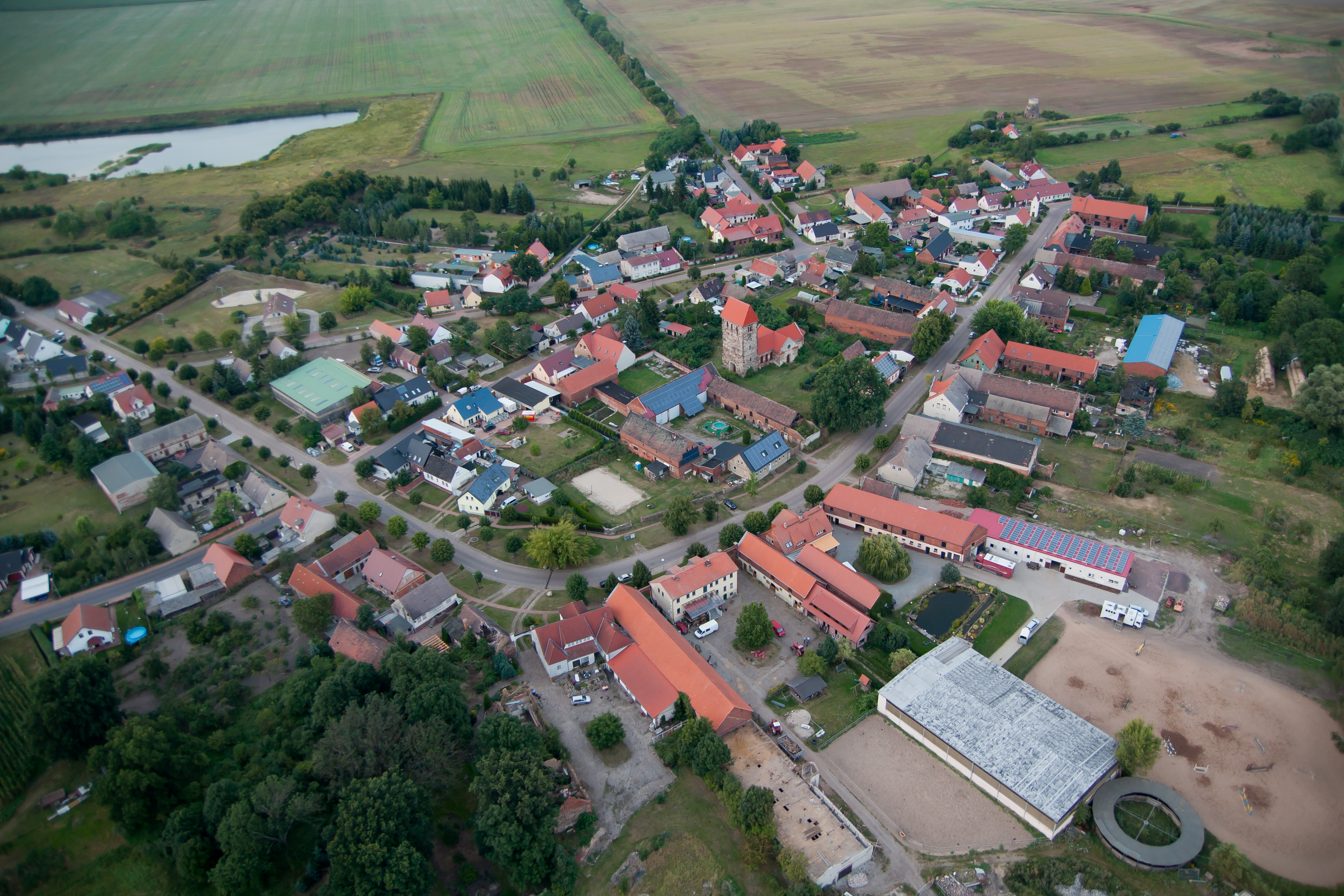
Luftbild von Büden (2012)

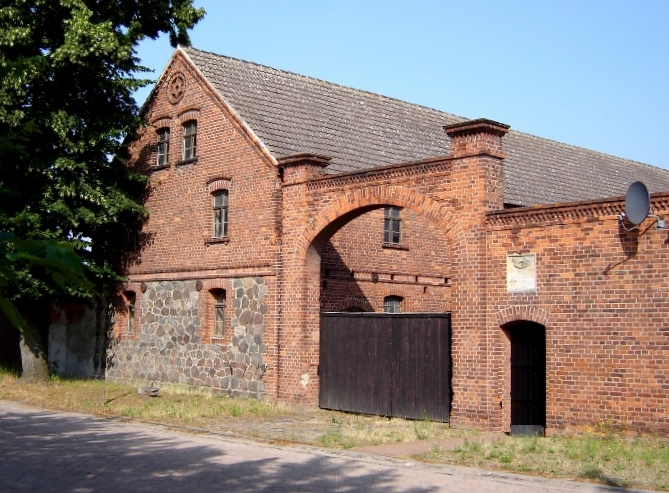
Bauernhof mit Torbogen

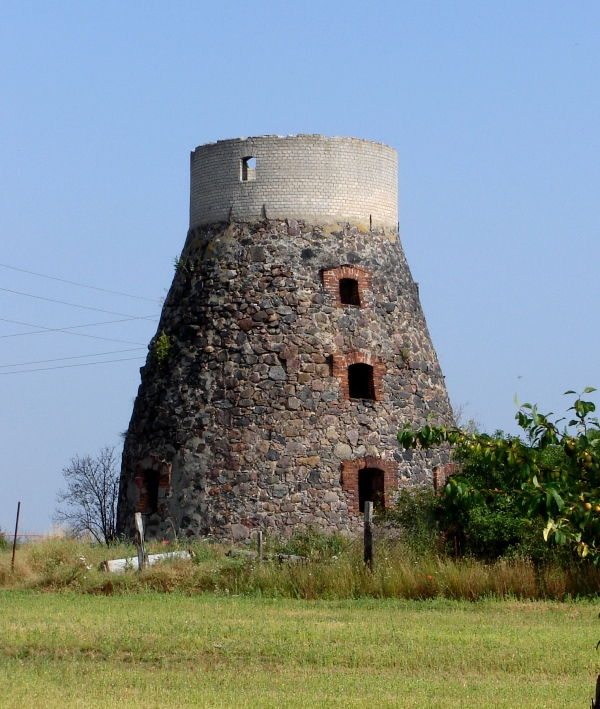
Ruine der Holländermühle

## Geographie
Büden liegt zwischen dem Fläming und dem Magdeburger Elbtal. Das Umland ist rein landwirtschaftlich mit Böden mittlerer Ertragslage geprägt. Der Ortskern von Möckern ist neun Kilometer entfernt und nach einer zwei Kilometer langen Stichstraße über die Bundesstraße 246 zu erreichen. Am südlichen Ortsrand befindet sich der Bahnhof an der nicht mehr regulär im Personenverkehr betriebenen Bahnstrecke Biederitz–Altengrabow.
Naturräumlich gehört der Ort zum Zerbster Land, einer ackergeprägten offenen Kulturlandschaft und 536 km² großen Haupteinheit der übergeordneten Haupteinheitengruppe des Flämings im norddeutschen Tiefland. Das Zerbster Land bildet die Südwestabdachung des Flämings zur Elbe und gehört zum Einzugsgebiet dieses Flusses.

## Geschichte
Anhand von Bodenfunden wurde nachgewiesen, dass im Bereich des heutigen Ortes während der Eisenzeit (~ 600 v. Chr.) Germanen siedelten. Sie wurden vom 5. Jahrhundert an von Slawen abgelöst, die dem Ort seinen Namen gaben. Er erschien zunächst als Budim, was so viel wie „Ort des Budim“ bedeutet. Urkundlich wurde Budim 992 erstmals in einer Schenkungsurkunde für das Kloster Memleben erwähnt.
Mit der erneuten deutschen Besiedelung des ostelbischen Gebietes ab dem 12. Jahrhundert entwickelte sich Büden als Runddorf. Inzwischen war es in das Eigentum des Domkapitels Magdeburg übergegangen. Im Zentrum des Ortes wurde Anfang des 13. Jahrhunderts die St.-Mauritius-Kirche im romanischen Baustil errichtet. Aus Bruchsteinen entstanden ein Saalbau und ein Turm, der in seiner Breite das Kirchenschiff um zwei Meter und in seiner Höhe um ungewöhnliche fünfzehn Meter überragte. Das Patronat übernahm zunächst das Kloster Leitzkau, nach der Reformation gegen Ende des 16. Jahrhunderts der Schlossherr von Leitzkau von Münchhausen. Im 17. Jahrhundert wurde Büden durch die Pest und den Dreißigjährigen Krieg nahezu entvölkert. Nach Kriegsende gelangte Büden endgültig in den brandenburgisch-preußischen Machtbereich.
Die Wiederbesiedlung von Büden nach dem Friedensschluss von 1648 lässt sich anhand des Kirchenbuches (Kirchenbuch) verfolgen, das mit neuen Eintragungen 1657 beginnt. Darin kann man z. B. die Hofstelle (vielleicht auch mehrere Hofstellen) einer Familie Schnelle nachverfolgen, die möglicherweise aus dem Braunschweigischen zugewandert ist. Das ist aber sehr unsicher, denn es gibt zumindest einen Andreas Schnelle, gestorben 1640 in Magdeburg (die Stadt wurde bereits 1631 von kaiserlichen Truppen zerstört), der als „Kriegs-Kapitän der Altstadt Magdeburg“ bezeichnet wird (und demnach schon vor 1640 in Magdeburg ansässig war). Allerdings ist bisher von ihm keine Verbindung zur Familie Schnelle in Büden auszumachen. Geburtsdaten der Familie Schnelle können zurück bis 1602 errechnet werden, ohne dass aus dieser Zeit der Geburtsort bekannt ist. Büden blieb (im Gegensatz zu vielen Ortschaften in der Umgebung, Nedlitz (Nedlitz (Gommern)) z. B. wurde vollständig zerstört) von schwedischen Söldnern weitgehend verschont, und 1641 übernahm ein Bartholomäus Pitzschius aus Nedlitz die Pfarrstelle von Büden, da er im eigenen Ort keine Unterbringungsmöglichkeit mehr hatte. Es gab Streitigkeiten zwischen der Bevölkerung und dem Pfarrer, der die Kirche in Büden als Wohnhaus benutzte (ein entsprechender Briefwechsel mit der Obrigkeit ist erhalten geblieben).
Ein Ortsplan von 1898 zeigt in etwa 15 Hofstellen, die sich im Halbkreis um die Kirche scharen, und dieses Dorfbild dürfte grundsätzlich viel älter sein. Bedingt durch Erbteilung (Realteilung)erschlechterte sich die Existenzgrundlage für die eine Hofstelle der Familie Schnelle in Büden, und ein Johann Peter Schnelle (* 1750; † 1823) heiratete um 1783 nach Barleben bei Magdeburg. Von ihm stammt eine neue Linie der Familie Schnelle ab, zuletzt u. a. Fritz Schnelle (* 1900; † 1990).
Offenbar eine andere Hofstelle gehörte einem Johann Peter Schnelle (* 1783; † 1853), der ohne Nachkommen blieb und den Hof einer verwandten Pflegetochter überließ. Über diese Familie Hase (oder Haase) kam der Hof an Johann Peter Bethge (* 1802; † 1870). Kurz nach seiner Hochzeit 1828 brach am 13. Juli 1829 im Ort ein Feuer aus, das auch diesen Hof zerstörte. Bethge baute ihn auf der alten Hofstelle wieder auf; später kam er durch Heirat an die Familie Schmidt, die ihn mit z. B. Heinrich Friedrich Schmidt (* 1892; † 1947) bis in die Gegenwart bewirtschaftete. Heute ist in diesem Hof ein privat geführtes Heimatmuseum, betreut von Bärbel Schmidt (Dorfstr. 3 im Ortsteil Büden von 39291 Möckern), die auch zur Dorfgeschichte und zur Geschichte der Familie Schnelle umfangreiche Recherchen durchgeführt hat.
Büden unterstand bis 1806 administrativ dem 1. Distrikt des Jerichowschen Kreises im Herzogtum Magdeburg. Während der westphälischen Zwischenherrschaft in Magdeburg kam das Dorf zur Kurmark und nach Ende der Befreiungskriege zum Landkreis Jerichow I des Regierungsbezirkes Magdeburg in der preußischen Provinz Sachsen. Als Ergebnis einer Zählung vom Dezember 1861 gab es hier 150 Feuerstellen, 339 Bewohner und ein evangelisches Kirchspiel, welches zum Superintendentur-Bezirk und Post-Bestell-Bezirk in Möckern gehörte. Das zuständige Hauptgericht der I. Instanz war in Burg und das Appellgericht in Magdeburg. Ein damals vorgeschriebenes Militär-Verhältnis ordnete die Einwohner der 7. Compagnie des 2. Bataillons vom Regiment Nr. 26 der I. Magdeburger Landwehr zu.
1815 wurde Carl Mücke, ein nach Südaustralien ausgewanderter Bildungspolitiker, Autor und Zeitungsherausgeber, in Büden geboren.
Als erstes Anzeichen eines strukturellen Aufschwungs ist die Errichtung einer Schule für 70 Kinder im Jahre 1878 zu werten. Im Jahre 1890 waren Büdens Bürger in der Lage, ihre Kirche zu modernisieren. Unter Verwendung von Backsteinen wurden die Mauern des Kirchenschiffs erhöht und mit größeren Fenstern versehen. Mit der Eröffnung der Bahnstrecke Magdeburg–Loburg nahm 1892 der Büdener Bahnhof seinen Betrieb auf, und 1894 erhielt das Dorf seine eigene Poststelle. 1908 wurde ein neuer größerer Friedhof eingerichtet. Die Zahl der Einwohner stieg von 234 im Jahre 1840 auf 419 im Jahre 1900. Haupteinnahmequelle war zu allen Zeiten die Landwirtschaft. Dass sie gute Erträge abwarf, beweisen die großflächigen Bauernhöfe mit ihren großen Wohngebäuden, Scheunen und Ställen, meist mit einem aufwändig gestalteten Torbogen ausgestattet. Bis 1925 war die aus dem Jahre 1683 stammende so genannte Holländermühle in Betrieb.
Auch nach dem Zweiten Weltkrieg blieb die Landwirtschaft für Büden bestimmend. Im Jahre 1953 mussten sich die 18 bestehenden Betriebe im Zuge der Kollektivierung der Landwirtschaft zu einer LPG zusammenschließen. Sie ging 1960 in der Groß-LPG Königsborn auf. In der Büdener Flur wurden vorwiegend Kartoffeln angebaut, und am Bahnhof wurde ein großes Düngelager eingerichtet. Inzwischen hatte sich die Einwohnerzahl ständig verringert. Lebten 1950 noch 480 Menschen im Ort, waren es 1968 nur noch 381. 1974 wurde Büden in die Großgemeinde Königsborn eingegliedert, die jedoch bereits nach zehn Jahren wieder aufgelöst wurde. Wegen fehlender Finanzen und nicht zu beschaffenden Baumaterials verfiel die Kirche zusehends und brannte 1985 völlig aus.
Erst mit dem Ende des politischen Systems in der DDR konnte die Dorfgemeinschaft darangehen, die Kirche St. Mauritius wieder aufzubauen. Mit Geldern aus einem Ausgleichsfonds, Fördermitteln und Spenden aus der Bevölkerung gelang es dem neu gegründeten Kirchenbauverein, zunächst die Dächer neu zu decken und Fenster und Türen zu erneuern. Über eine Holztreppe kann die Plattform auf dem Turm erreicht werden, von wo aus sich dem Betrachter ein großflächiger Blick über die Umgebung bietet.
Mit der Neugründung einer Agrargenossenschaft setzte sich die Entwicklung der ortsansässigen Landwirtschaft fort – und am Bahnhof entstand ein Gewerbegebiet. Im Ort wurde ein neues Bürgerhaus errichtet und alle Straßen wurden mit modernem Pflaster ausgebaut. Seit dem 1. Januar 2003 ist Büden in die Stadt Möckern eingemeindet.

## Politik
Die Belange der Ortschaft Büden werden von einem Ortschaftsrat mit der von ihm am 9. Juni 2008 gewählten Ortsbürgermeisterin Erika Specht innerhalb der Stadt Möckern vertreten.

### Wappen und Flagge
Blasonierung: „Geteilt von Rot über Gold; oben ein schwarzer Pflug, unten fächerförmig drei grüne Eichenblätter.“
Die Flagge ist gelb – rot (1:1) gestreift (Querform: Streifen waagerecht verlaufend, Längsform: Streifen senkrecht verlaufend) und mittig mit dem Wappen belegt.
Das Wappen wurde durch den Diplomhistoriker und Heraldiker Gerhard Milde, Burg, im Juli 1989 entworfen.